# Praha-Horní Měcholupy
Praha-Horní Měcholupy – przystanek kolejowy w Pradze, w Czechach, w dzielnicy Horní Měcholupy przy ulicy Hornoměcholupskiej. Znajduje się na linii 221 Praga – Benešov u Prahy, na wysokości 275 m n.p.m.. 

## Linie kolejowe
- 221: Praga – Benešov u Prahy